# Manifesto (programma)
Un manifesto è una dichiarazione pubblica (in genere espressa in forma di opera letteraria o lettera aperta) che definisce ed espone i principi e gli obiettivi di un movimento o di una corrente politica, religiosa o artistica e di coloro che decidono di aderirvi.

## Descrizione
Il manifesto è stato uno strumento molto utilizzato dalla avanguardie artistiche. Il 20 febbraio 1909 Filippo Tommaso Marinetti pubblica sul quotidiano francese Le Figaro il manifesto di fondazione del futurismo. Del 1917 è il manifesto dell'avanguardia russa ad opera di El Lissitskij. Nel 1952 a Bruxelles fu pubblicato il Manifesto della pittura nucleare di Enrico Baj.

### Manifesto politico
Un manifesto può anche contenere un insieme di idee politiche teoriche o elencare i principi generali di un'ideologia: esempi sono il Manifesto del Partito Comunista di Marx ed Engels e l'Appello ai liberi e forti del Partito Popolare Italiano.
Se al contrario un manifesto contiene un insieme di idee politiche di attuazione prettamente pratica o è orientato a un'elezione elettorale specifica (contenendo un insieme di promesse elettorali), allora si parla di programma politico o elettorale: esempi sono il Contratto con gli italiani o il Programma di San Sepolcro.